# 片岡博
片岡 博（かたおか ひろし、1943年11月9日 - ）は、日本の元裁判官。奈良県出身。佐賀地方裁判所所長兼佐賀家庭裁判所所長、大阪高等裁判所部総括判事（第5刑事部）を経て2008年に定年退官した。

## 経歴
- 1969年　司法修習生（23期）
- 1971年　神戸地方裁判所判事補任官
- 1974年　鹿児島地方裁判所・鹿児島家庭裁判所判事補
- 1976年　東京地方裁判所判事補
- 1979年　新潟地方裁判所・新潟家庭裁判所新発田支部判事補
- 1981年　新潟地方裁判所・新潟家庭裁判所新発田支部判事
- 1982年　東京地方裁判所判事
- 1985年　甲府地方裁判所・甲府家庭裁判所判事
- 1988年　大阪地方裁判所判事
- 1989年　大阪高等裁判所判事
- 1991年　広島高等裁判所判事
- 1993年　広島地方裁判所部総括判事
- 1996年　東京家庭裁判所部総括判事

裁判官訴追委員会事務局への出向を経て
- 2003年2月　東京高等裁判所判事
- 2003年6月　佐賀地方裁判所・佐賀家庭裁判所所長
- 2005年5月　大阪高等裁判所部総括判事（第5刑事部）
- 2008年11月　定年退官

## 主な担当訴訟
- 芳菱会総長で山口組最高幹部の瀧澤孝が起訴された事件の控訴審（無罪判決、裁判長）

| スタブアイコン | サブスタブ | この項目は、まだ閲覧者の調べものの参照としては役立たない、人物に関連した書きかけの項目です。この項目を加筆・訂正などしてくださる協力者を求めています（P:人物伝/PJ:人物伝）。 |